# 艾爾·德爾·畢格斯
艾爾·德爾·畢格斯（Earl Derr Biggers，1884年8月24日—1933年4月5日）是一位美國小說家，以陳查理為主角的一系列推理小說為最著名的作品，並曾多次被改編成電影。艾爾·德爾·畢格斯後來在加利福尼亞州的棕櫚泉心臟病發作，最後死於帕薩迪納。

## 作品
陳查理系列：
- 沒有鑰匙的房子
- 中國鸚鵡
- 帷幕背後
- 黑駱駝
- 陳查理再接再厲
- 鑰匙保管者

## 外部連結
- 艾爾·德爾·畢格斯作品的电子书格式  - Standard Ebooks
- Derr Biggers的作品  - 古騰堡計劃
- Earl Derr Biggers  - 古滕堡分布式校对（加拿大）
- 互联网档案馆中艾爾·德爾·畢格斯的作品或与之相关的作品
- 來自艾爾·德爾·畢格斯的LibriVox公共領域有聲讀物
- 开放图书馆中艾爾·德爾·畢格斯的著作
- 艾爾·德爾·畢格斯在互联网电影资料库（IMDb）上的資料（英文）
- Play by Derr Biggers on Great War Theatre